# Харитоновская (Верхнетоемский район)
Харитоновская — деревня в Верхнетоемском районе Архангельской области. Входит в состав сельского поселения «Двинское». С 2006 года по 2014 год входила в состав Тимошинского сельского поселения.
Располагается на правом берегу Северной Двины в 13 км южнее районного центра села Верхняя Тойма. Чуть севернее располагается деревня Шоромская, отделённая устьем реки Шоромка.
Жители Харитоновской называют себя также, как и жители соседней деревни — шоромянами.

## Население
| 2002 | 2010 |
| ---- | ---- |
| 14   | ↘9   |